# Hieracium anfractifolium
Hieracium anfractifolium là một loài thực vật có hoa trong họ Cúc. Loài này được Dahlst. ex Johansson mô tả khoa học đầu tiên.